# Antyx fuscirostris
Antyx fuscirostris är en tvåvingeart som beskrevs av Henk J.G. Meuffels och Patrick Grootaert 1991. Antyx fuscirostris ingår i släktet Antyx och familjen styltflugor.
Artens utbredningsområde är Nya Kaledonien. Inga underarter finns listade i Catalogue of Life.